# Route nationale 831
Die Route nationale 831, kurz N 831 oder RN 831, war von 1933 bis 1973 eine französische Nationalstraße, die zwischen Mortagne-au-Perche und Le Mans verlief. Sie stellte eine Alternative zur Route nationale 138bis dar. Ihre Gesamtlänge betrug 69 Kilometer.